# Воронцов Данило Семенович
Дани́ло Семе́нович Воронцо́в (* 12 (24) грудня 1886, хутір Рогожне біля Пропойська (нині Славгород) Могильовської області) — † 21 липня 1965, Київ) — український і російський електрофізіолог, організатор дослідження біологічних мембран.

## Біографія

### Дитинство
Данило Воронцов народився в селянський родині. Батько Семен Кузьмич рано помер (1894), Данило виховувався дідом. Навчався в початковій школі, яку закінчив 1898 року. Дід звернувся до священника за підтримкою, щоб влаштувати Данила до Могильовської гімназії. Там Данило навчався 7 років.

### Петербузький період
Після закінчення Могильовської гімназії у 1907 році вступив на фізико-математичне відділення Петербурзького університету. Спочатку працював у гістологічній лабораторії Олександра Догеля, пізніше зацікавився експериментальною фізіологією під час стажування в лабораторії Миколи Введенського. У 1912 році захистив дипломну роботу на тему «До питання про гальмівний вплив блукаючого нерва на серце», за яку був нагороджений золотою медаллю.
За рекомедацією Введенського одразу поступив до аспірантури. Оволодівав електрофізіологічними методами, працював із струнним гальванометром. За їх допомогою дослідив струм дії серцевого м'яза, функцію блукаючого нерва. Паралельно з науковою роботою у 1913—1916 роках викладав фізіологію на Вищих жіночих курсах.

### Одеський період
У 1916 році Воронцов перейшов працювати до Одеського університету за запрошенням Івана Беріташвілі, який переїхав з лабораторії Введенського до Одеси ще 1914 року. Затримка сталася через владнання справи з відтермінуванням Воронцова від участі в дієвій армії, яке він втрачав при звільненні з Петербурзького університету. Остаточно питання вирішилося влітку й лише наприкінці вересня 1916 року Воронцов приїхав до Одеси. Він був призначений асистентом фізіології на фізико-математичному факультеті Одеського університету, а вже у 1917 році став приват-доцентом. Кафедрою фізіології фізико-математичного факультету тоді завідував учень Павлова Борис Бабкін, а кафедрою фізіології медичного факультету — Василь Зав'ялов. У 1918 році він захистив дисертацію на ступінь магістра зоології, порівняльної анатомії і фізіології на тему «Аналіз електрокардіограми серця жаби».
В Одесі продовжував розпочаті у Петербурзі дослідження електрокардіограм та провідності нервів. Там вже 1917 року Воронцов доповів нові дані щодо впливу хлоридів різних катіонів, цукрів і наркотиків на рефрактерність нервого волокна під впливом постійного струму, але ці результати було опубліковано лише 1924 року.
У 1919 році Данило Воронцов залишив Одесу через постійні зміни влади та повернувся на батьківщину. Там він брав участь в організації сільськогосподарського технікуму в Черикові, де певний час викладав. Йому не вдавалося повернутися на роботу ані в Петроград, ані в Одесу. Виживав завдяки вирощуванню сільгоспкультур.

### Смоленський період
1922 року Воронцов організував кафедру фізіології в Смоленському університеті.

### Казанський період (1930—1935)
З 1930 року — завідувач кафедрою фізіології Казанського університету. Займався дослідженням нервово-м'язової фізіології, в тому часі у нього проходив аспірантуру П. М. Сєрков.

### Київський період
У 1935—1941 роках за пропозицією академіка В. Ю. Чаговця завідував кафедрою фізіології Київського медичного інституту.
У 1941 році після початку німецько-радянської війни не був евакуйований, лишився в Києві. Наприкінці 1941 року голодав. Був врятований учнем Пилипом Сєрковим, який перевіз його до Вінниці, де влаштував працівником санітарної станції.
У 1944—1947 роках читав курс фізіології сільсько-господарських тварин на ветеринарному факультеті Білоцерківського сільгоспінституту, а в 1945—1947 роках — курс фізіології в Київському інституті фізичної культури.
З 1945 року працював у Київському університеті. У 1956 році в Інституті фізіології АН УРСР заснував відділ загальної фізіології, де закладає лабораторію електрофізіології.
1954 року під його керівництвом Платон Костюк першим в СРСР провів внутрішньоклітинне відведення потенціалів від окремих нейронів спинного мозку.
У 1939 році обраний член-кореспондентом АН УРСР, з 1957 року — академік АН УРСР.

## Науковий внесок
Проводив роботи з електрофізіологічного вивчення процесів збудження та гальмування в нервовій тканині. Дійшов висновку, що збудливість може бути відновлена дією анода постійного струму.
Вивчав природу повільних електричних коливань в центральній нервовій системі.

## Пам'ять
Інститут фізіології імені О. О. Богомольця НАН України щорічно призначає іменну стипендію імені Воронцова: «для молодих вчених Інституту та аспірантів, що виконують дослідження у Інституті в області клітинної фізіології, віком включно до 35 років».